# 香桥岩景区
香桥岩景区位于广西壮族自治区柳州市鹿寨县中渡镇。香岩高4米，长60米，宽22米，内有喀斯特地貌溶洞，附近有潭，潭旁有洛江潜流流出。桥岩地质学上称为天生桥，桥长40米，宽47.5米，桥顶距水42米，厚约10米。香桥岩景区为自治区级风景名胜区。九龙岩位于香桥岩北约1公里。岩洞长660余米，宽40米～60米，高约20米，洞道长4公里。鹿寨香桥岩溶为中国国家地质公园。